# Jim Stolze

Jim Stolze, (Vlaardingen, Países Bajos; (30 de noviembre de 1973) es experto de inteligencia artificial, y es speaker y moderador de Singularity University.
Jim Stolze es el fundador de Aigency, una plataforma que permite a las empresas hacer experimentos de IA, gracias a algoritmos y softwares creados por doctorados, hackers y startups.